# Open Your Heart
«Open Your Heart» es una canción interpretada por la cantante estadounidense Madonna, incluida en su tercer álbum de estudio, True Blue. La compañía Sire Records la publicó como el cuarto sencillo del álbum en Estados Unidos el 12 de noviembre de 1986 y el 1 de diciembre de ese año en Europa. También figuró como una remezcla en los grandes éxitos The Immaculate Collection (1990) y Celebration (2009). Compuesta por Gardner Cole y Peter Rafelson, en un principio se la concibió como una canción de rock and roll, titulada «Follow Your Heart», y fue ofrecida a la cantante Cyndi Lauper. Madonna la aceptó mientras buscaba temas nuevos para True Blue, reescribió la letra y, junto con Patrick Leonard, cambió la composición para adaptarla al género dance-rock.
«Open Your Heart» es una canción de amor cargada de insinuaciones en la que Madonna expresa su deseo sexual. Obtuvo reseñas positivas de los críticos y periodistas musicales, quienes elogiaron su simplicidad y apareció en varias listas de las mejores canciones de la artista. Llegó a las diez primeras posiciones de las listas en Bélgica, Canadá, Irlanda, Islandia, Italia, Países Bajos, Polonia y Reino Unido. Por su parte, en Estados Unidos, se convirtió en el quinto número uno de Madonna en la lista Billboard Hot 100.
El videoclip es un homenaje a las actrices Liza Minnelli y Marlene Dietrich y presenta un argumento completamente diferente al de la canción. En él, la artista interpreta a una bailarina exótica en un club de peep-show que se hace amiga de un niño pequeño y luego escapa del lugar. Recibió elogios por subvertir la mirada masculina, aunque fue criticado el punto de la trama de un niño que ingresa a un club de striptease. Madonna interpretó «Open Your Heart» en las giras Who's That Girl (1987), Blond Ambition (1990), MDNA (2012) y The Celebration Tour (2023-2024). Asimismo, numerosos artistas la versionaron y apareció en la película Crossroads (2002).

## Antecedentes

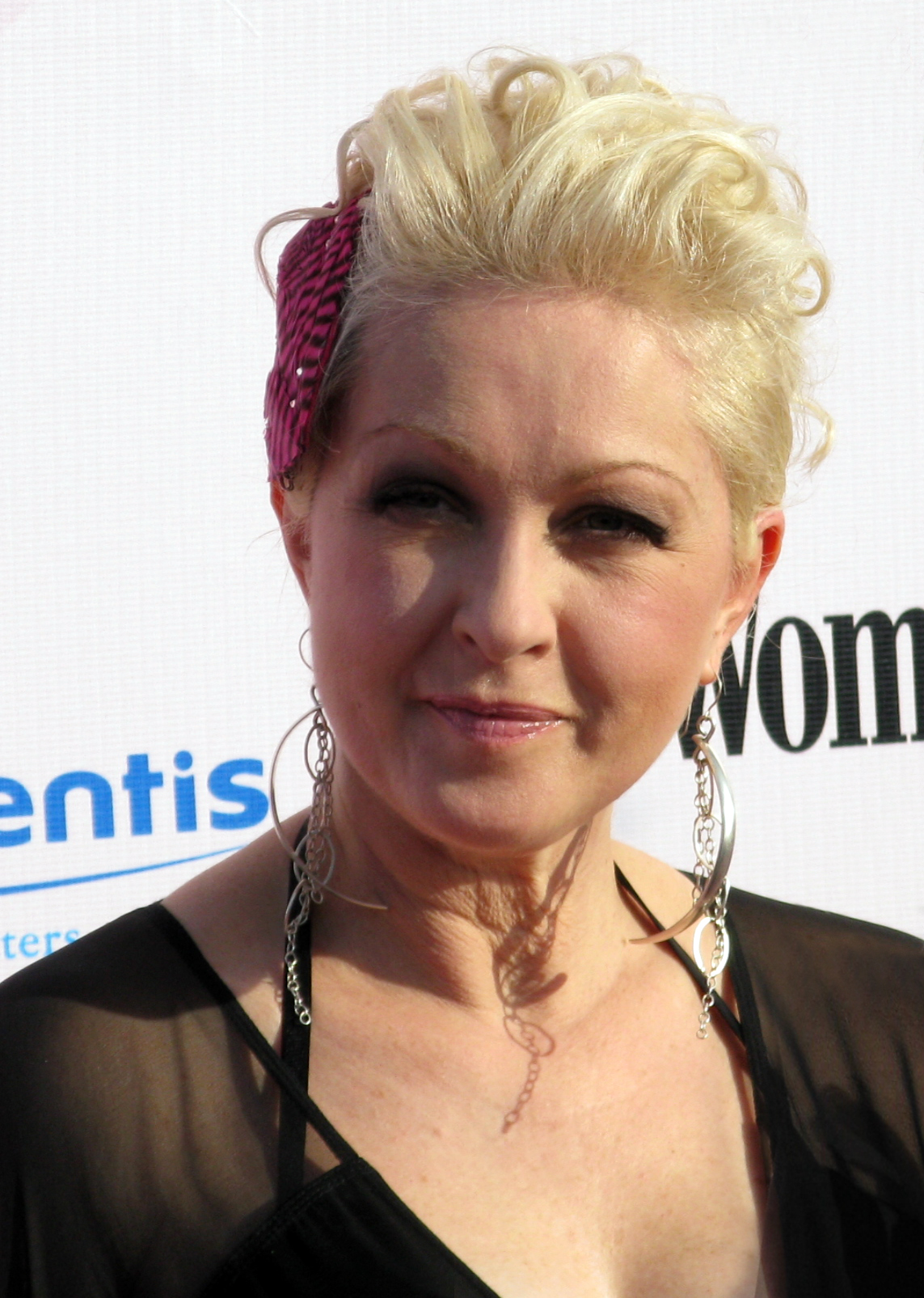
«Open Your Heart» originalmente fue compuesta para la cantante Cyndi Lauper (fotografía)

Originalmente, los compositores Gardner Cole y Peter Rafelson la escribieron como una canción de rock and roll, bajo el título «Follow Your Heart», para la cantante Cyndi Lauper, aunque nunca se la presentaron; también consideraron a The Temptations para interpretar el tema. El representante de la banda, Benny Medina, mencionó que los integrantes habían decidido grabar la canción, pero posteriormente cambiaron de opinión al saber que Madonna ya la había grabado. Según Cole, el título original provino de un restaurante de alimentos saludables llamado Follow Your Heart, ubicado en Canoga Park, California, donde se había enamorado de una camarera de nombre Lisa, quien sirvió de inspiración para la letra. En el libro The Billboard Book of Number 1 Hits de Fred Bronson, Cole explicó:

Peter y yo normalmente escribimos muy rápido. Por lo general, tardamos un día o dos por canción, aunque persistimos en esta porque, por alguna razón, no nos convencía de que fuese exitosa. Continuamos trabajando [en la canción] a lo largo de un año. Gracias a Dios que lo hicimos. [...] Me puso nervioso como escritor porque fue la primera canción que se grabó para True Blue, y muchas veces la primera canción que se graba no aparece en el disco. Pero se incluyó y eso me abrió muchas puertas.

Bennett Freed, representante de Cole, estaba trabajando con el equipo de Madonna, que buscaban canciones para su tercer álbum de estudio; tres de las canciones que Cole había compuesto se eligieron para revisión, entre ellas se encontraba «Open Your Heart». El representante de la cantante, Freddy DeMann, escuchó el tema y sintió que podía ser un éxito para la artista, por lo que le pidió a Cole que creara una maqueta con voz femenina de la canción, interpretada por Donna De Lory, su entonces novia. A pesar de que no encajaba exactamente con el género habitual que Madonna cantaba en ese momento, la aceptó. Reescribió la letra, por lo que consiguió créditos como cocompositora, y junto con Patrick Leonard, añadió un bassline que hizo que pasara a ser una canción de dance-rock. Fue la primera en grabarse para True Blue, a finales del año 1985, y figuró en la lista final de canciones.

## Composición
Según Rikky Rooksby, autor de The Complete Guide to the Music of Madonna, la estructura de la canción está repleta de percusiones continuas y tiene un estribillo similar a la música de Belinda Carlisle. Es una canción de amor «simple» cuya letra habla de los sentimientos que se tienen cuando un chico conoce a una chica. De acuerdo con el profesor Mavis Tsai, la frase «Open Your Heart» es una metáfora del acto de volverse vulnerable, que corresponde al comportamiento propio de crear una relación íntima y estrecha. Las líneas Open Your Heart, I'll make you love me; It's not that hard, if you just turn the key —«Abre tu corazón, haré que me ames; no es tan difícil, si tan solo giras la llave»— ilustran dicha metáfora de una manera más vívida, mientras que el concepto de la canción coloca a Madonna en el papel de una víctima del amor.
Denise Warner, de la revista Billboard, sostuvo que está «repleta de insinuaciones sexuales; [Madonna] anhela que un hombre abra su cerradura con su llave. Y sí, eso significa exactamente lo que están pensando». Para Santiago Fouz-Hernández, en su libro Madonna's Drowned Worlds, la letra la pone en una posición más directa para expresar su deseo sexual en la frase If you gave me half a chance you'd see; my desire burning inside of me —«Si me dieras media oportunidad verías mi deseo ardiendo dentro de mí»—. Según la partitura publicada en Musicnotes.com por Alfred Publishing, «Open Your Heart» se establece en un compás de 4/4 con un tempo «funk medio» de 112 pulsaciones por minuto. Está compuesta en la tonalidad de fa mayor y el registro vocal de Madonna se extiende desde la nota la3 a si♭4. Sigue una progresión armónica de fa—mi♭69—fa—mi♭69—mi♭/sol—sol menor7—fasus2—misus2—fasus2—misus2—fasus2—misus2.

## Recepción crítica

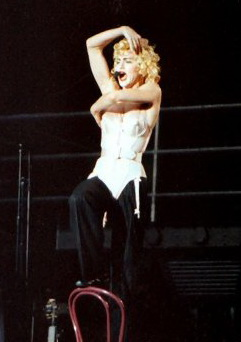
Madonna cantando «Open Your Heart» en el Blond Ambition World Tour (1990)

«Open Your Heart» recibió elogios de los críticos y periodistas musicales. En el libro Culture/power/history, la autora Susan McClary opinó que era más optimista que el anterior sencillo de Madonna, «Live to Tell», y que «su constante jugueteo con el cierre crea la imagen de un goce indefinido, una energía erótica que continuamente escapa de la contención». J. Randy Taraborrelli, en su biografía de Madonna, dijo que era una de las canciones más «sinceras» de la artista y la comparó con «Respect» (1967) de Aretha Franklin y «A House is Not a Home» (1971) de Barbra Streisand. Según el autor, «es una canción que la gente podía entender y con la cual podían identificarse». Stephen Holden del New York Times comentó que, en general, todas las letras de True Blue recordaban a los sonidos «más dulces post-Motown». El periodista Joey Guerra, del Houston Chronicle, la consideró «perfecta para pavonearse en la pista de baile» y Sal Cinquemani, de la revista en línea Slant, se refirió a ella como «enérgica». De la misma publicación, Ed Gonzalez la llamó «descaradamente sincera y juguetonamente metafórica». Stewart Mason, del portal Allmusic, elogió el tema y declaró que era una prueba de que «[Madonna] no había perdido su capacidad de crear una canción dance poderosa. [...] "Open Your Heart" marcó uno de sus grooves más emocionantes».
Ed Masley, de The Arizona Republic, escribió que «un eufórico groove dance, impulsado por una guitarra funk, compensa unos acordes caprichosos y una letra melancólica». El crítico Robert Christgau, quien después la nombró la sexta mejor canción de los años ochenta, opinó: «La generosidad que exige en el inagotable "Open Your Heart" es una vía de doble sentido y algo más». El escritor colombiano Manolo Bellon, en su libro El ABC del Rock, sostuvo que era una de «las canciones más románticas y más bailables» de la cantante y destacó su «eje roquero que no suena nada mal». Por su parte, el autor Leo Tassoni elogió su «ritmo funky» y el «delicado sonido de los antiguos címbalos chinos». Carlos del Amo, de la agencia de noticias española EFE, lo consideró uno de los mejores temas de Madonna. Louis Virtel, de NewNowNext, la llamó «extravagante y provocativa [...] solo Madonna podría hacer una línea como I'll make you love me —«Haré que me ames»— una de las más poderosas de todos los tiempos». «Open Your Heart» figuró en el decimotercer lugar de la lista de los 60 mejores sencillos de Madonna, elaborada por Chuck Arnold de Entertainment Weekly. En su reseña, escribió: «Por mucho que sea conocida por sus canciones más excitantes, también es capaz de crear pop puro y alegre. Esto se puede escuchar en "Open Your Heart". [...] Sin duda, pocas veces ha sonado más honesta que aquí».
Del portal Medium, Richard LeBeau lo llamó «espectacular, contagioso [e] insinuante». En 2008, Sebas E. Alonso, del portal español Jenesaispop, lo citó como uno de los puntos culminantes de True Blue y lo llamó «perfecto»; además, lo incluyó en el puesto número 18 de la lista de las 40 mejores canciones de Madonna. Diez años después, el mismo autor volvió a incluirla en el decimosexto lugar de las 60 mejores de la artista, en conmemoración por su 60.º cumpleaños; al respecto, declaró que «quizá los metales han envejecido algo mal, pero seguramente en 1986 contribuyeran a que la canción fuera el tiro que fue». Guillermo Alonso, de la edición española de la revista Vanity Fair, lo destacó como el séptimo mejor sencillo de la cantante y comentó que «Madonna se reveló como la mujer mandona que era con una canción y una producción que parecen surgidas de lo más profundo de un motor que funciona a la perfección».
Un periodista de la revista Billboard lo ubicó en la vigésimo sexta posición del ranking de las 100 mejores canciones de la artista; destacó su «alegre» estribillo y mencionó que «pocos pueden cantar sobre el deseo y sonar tan exuberante mientras lo hacen, pero [Madonna] ofrece una clase magistral en el desafiante "Open Your Heart", que explota con una vibrante vitalidad de centelleantes sintetizadores». En una revisión a su discografía, los periodistas de EMOL Iñigo Díaz y David Ponce afirmaron que con temas como «Live to Tell», «Open Your Heart», «La isla bonita» y «Papa Don't Preach», todos ellos incluidos en True Blue, «empezaba una nueva generación de hits». En el conteo de los mejores sencillos de la intérprete, Jude Rogers de The Guardian lo ubicó en el undécimo puesto y expresó que era «uno de los más brillantes de su período imperial». La canción figuró en el mismo lugar en la lista de Nicole Hogsett, contribuidora y editora del sitio Yahoo!, quien agregó que «desde las notas iniciales, sabes que será una canción agradable, pero el ritmo es engañoso, [...] ya que las canciones con este tipo de letras tienden a ser baladas demasiado dramáticas. [Ella] demostró una vez más que podía hacer lo que quisiera». Drew Mackie de People expresó que, si bien era «divertida» y contaba con un «estribillo inolvidable», no estaba a la altura de otros éxitos de Madonna de la época. Una reseña negativa provino de Robert Hilburn, de Los Angeles Times, quien la llamó «insignificante» y uno de los «puntos monótonos» de True Blue.

## Recepción comercial
En Estados Unidos, la compañía Sire Records publicó «Open Your Heart» como el cuarto sencillo de True Blue el 12 de noviembre de 1986. El 6 de diciembre de ese año, debutó en el puesto número 51 de la lista Billboard Hot 100 y llegó a la primera posición el 7 de febrero de 1987. Con ello, se convirtió en la segunda artista femenina, tras Whitney Houston, en tener tres sencillos número uno de un mismo álbum, luego de «Live to Tell» y «Papa Don't Preach», ambos de 1986; la segunda artista femenina, después de Barbra Streisand, en tener un número uno en cuatro años consecutivos, desde 1984 a 1987, y la primera artista femenina en tener cinco números uno en la década de 1980. También llegó a la cima del conteo Dance Club Songs, el 14 de febrero del mismo año, y marcó la sexta entrada de Madonna en la lista de adulto contemporáneo, donde ocupó la decimosegunda posición. En Canadá, ingresó en el número 83 del ranking elaborado por RPM el 13 de diciembre de 1986 y alcanzó su máxima posición en el ocho el 21 de febrero de 1987; en la lista anual de ese año, ocupó el puesto 68.
En Europa se lanzó el 1 de diciembre de 1986 en vinilos de 7" y 12" y obtuvo una recepción comercial favorable, ya que llegó a los diez primeros puestos de las listas en Bélgica, Islandia, Irlanda, Italia, Países Bajos y Polonia. En el Reino Unido entró por primera vez a la lista oficial el 13 de diciembre en la octava posición; siete días después, llegó a la cuarta y estuvo allí por tres semanas consecutivas. En total, pasó nueve semanas en la lista. En el mismo día de su lanzamiento, la British Phonographic Industry (BPI) le entregó un disco de plata y, según MTV UK, vendió 195 000 copias en todo el país. En Australia logró el décimo sexto lugar, por lo que rompió una racha de nueve top diez consecutivos de Madonna en esa nación. En Alemania, Austria, Francia, Nueva Zelanda y Suiza se ubicó en los treinta primeros puestos de las listas. Gracias a su rendimiento comercial en los mercados europeos, «Open Your Heart» alcanzó la cuarta posición de la lista European Hot 100 Singles el 24 de enero de 1987 y lideró el conteo European Airplay Top 50.

## Vídeo musical

### Antecedentes y sinopsis
El vídeo musical de «Open Your Heart» se grabó en octubre de 1986 en el área de Echo Park en Los Ángeles, California y se estrenó en diciembre de ese mismo año. En un principio, el actor Sean Penn, entonces esposo de la cantante, iba a ser el director, pero fue reemplazado por el fotógrafo Jean-Baptiste Mondino, quien volvería a trabajar posteriormente con Madonna en «Justify My Love» (1990), «Human Nature» (1995), «Love Don't Live Here Anymore» (1996), «Don't Tell Me» (2000) y «Hollywood» (2003). Por su parte, David Taylor se encargó de la producción. Madonna personifica a una bailarina exótica que se hace amiga de un niño, interpretado por el actor infantil Felix Howard. El vídeo presentó una versión inicial de las reflexiones sobre su herencia italoestadounidense y se centra en su teología callejera feminocéntrica que también hizo notar de manera explítica en su gira mundial Who's That Girl World Tour de 1987. Está estructurado como un peep-show cinematográfico que involucra al voyerismo. En una entrevista de 2015 concedida a Rolling Stone, Mondino recordó: «Estábamos pasando por un período en el que experimentábamos [con] algún tipo de libertad sobre el cuerpo, sobre la sexualidad y esas cosas. Así que el peep-show fue una idea que tuve. Había algo inocente sobre el niño que la esperaba afuera, algo muy ingenuo y dulce». El set de filmación, incluida la parte frontal con la taquilla, se construyó desde cero, pues al director le gustó «el sentimiento de falsedad [...] cuando lo vi por primera vez, dije: "Se ve tan ingenuo"». La peluca negra que la cantante usa al inicio también fue idea de Mondino.
El videoclip inicia con un niño tratando de entrar a un espectáculo, en el que Madonna es la estrella, pero es rechazado por un anciano en la taquilla. Adentro, la cantante comienza a cantar el tema desde el centro de un carrusel que gira y se muestra ante los clientes sentados en sus cubículos. Viste un bustier negro puntiagudo con borlas doradas, zapatos de tacón, medias de red y una peluca negra que se quita para dejar al descubierto su cabello corto platinado. La iluminación es de un color azul oscuro, mientras que su nueva apariencia se inspira en Marlene Dietrich, en la película El ángel azul, y Sally Bowles, personaje interpretado por Liza Minnelli en el musical Cabaret (1972), dirigido por Bob Fosse. La coreografía se limita a un solo apoyo: una silla. En un momento durante el primer segmento del vídeo, aparece bailando pero la cámara se mantiene casi inmóvil y el baile se queda confinado al pequeño rango de la cámara. A medida que las pantallas dentro de las cabinas para observar se abren y se cierran, la cámara corta las tomas de Madonna, cada una con su propio ángulo y duración. La misma imagen la exhibe el niño fuera del recinto que intenta enmarcar la imagen del cartel de Madonna en diferentes ángulos. También están presentes cuatro hombres en las cabinas, hechas de madera y adornadas con pinturas de la artista Tamara de Lempicka. A continuación, Madonna se quita sus guantes como Rita Hayworth en la película Gilda y apunta hacia una de las pinturas de madera, la cual cae y luego ella sopla en su dedo.

### Análisis y recepción

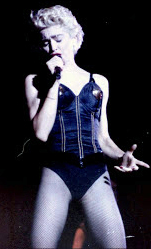
Madonna interpretando «Open Your Heart» en el Who's That Girl World Tour usando el mismo bustier puntiagudo que en el vídeo

El contenido temático es similar al de «Girls, Girls, Girls», de la banda Mötley Crüe, con la diferencia de que aquí se narra la historia desde el punto de vista de Madonna. Ella mira hacia abajo en los cubículos para hacer contacto visual con los hombres, que no pueden regresarle la mirada. También observa la cámara con firmeza, haciendo contacto visual con el espectador. Con estas escenas, demuestra su capacidad de retención sobre los hombres y su habilidad de perseguirlos. Representa a una mujer asertiva en busca de un amante que puede aceptarla como ser humano. Bruce Forbes, autor de Religion and Popular Culture in America, señala que los hombres en los cubículos demuestran no ser dignos de tenerla y hay un matiz de burla cuando se dirige a ellos cantando la palabra baby mientras mueve su cuerpo. Al término del vídeo, los hombres, claramente decepcionados, salen del club con las puertas cerrándose detrás de ellos. A medida que el estribillo final se transforma en los característicos grooves bailables, Madonna sale del teatro y le da al niño un beso rápido en los labios. Ambos están vestidos con trajes grises holgados, lo que le da a la cantante una apariencia andrógina, y pasean alegremente al amanecer —evocando a Charles Chaplin y Jackie Coogan en la película de 1921 The Kid— mientras su antiguo jefe los persigue y grita «¡Vuelvan, vuelvan, todavía los necesitamos!» en italiano. Según el autor Nicholas B. Dirks, la tensión entre las dimensiones visuales y musicales del vídeo es «extremadamente inquietante». Solo cuando ella desaparece del carrusel y reaparece para huir de su jefe patriarcal con el joven, la música y las imágenes se vuelven comparables. La escritora feminista Susan R. Bordo otorgó al vídeo una crítica negativa, al decir que los hombres lascivos y patéticos en los cubículos y la huida de Madonna con el chico está «añadida cínica y mecánicamente como una forma de reclamar un estatus moderno para lo que simplemente es erotismo, o quizás pornografía». La cadena MTV también tuvo algunas reservas antes de transmitirlo, reservas que se resolvieron en una reunión con funcionarios de la discográfica Warner.
En su libro McRock: Pop as Commodity, la crítica Mary Harron dijo que el mensaje subyacente es que aunque Madonna vende sexualidad, es una mujer libre. Forbes explica que no existe una representación explícita de nada más que una amistad entre la intérprete y el niño. Su huida juntos le evita a Madonna las connotaciones sexuales que habrían sido más fuertes de haber escapado con un hombre adulto. Esto, según el autor Richard Dienst, parece sugerir un repudio de la labor adulta a favor de la infancia, la androginia, la autenticidad y el juego de nómadas. El vídeo también fue aclamado por revivir y recrear el glamur del Hollywood de la era del estudio y por representar a las mujeres como el sexo dominante. El escritor Donn Welton observó que la relación de poder habitual entre «la mirada y el objeto masculino voyerista» se desestabiliza por la representación de los patrones masculinos del peep-show como algo lascivo y patético. Al mismo tiempo, el retrato de Madonna como una «reina del porno y del objeto» se deconstruye por la huida al final del vídeo. Sebas E. Alonso, del portal Jenesaispop, opinó que era «un recuerdo de lo que se podía hacer en los '80 pero ya no», y Daniel Welsh, del Huffington Post, lo incluyó en su lista de los vídeos más controvertidos de la artista. De Billboard, Sal Cinquemani declaró que «el videoclip altamente estilizado de "Open Your Heart" encontró a la cantante con una actitud más asertiva. [...] Una deconstrucción del empoderamiento femenino y de la mirada masculina, es un testimonio al poder de Madonna como intérprete, que logra llamar la atención con poco más que su cuerpo y una silla de madera». Rolling Stone lo llamó «atrevido, con un corazón de cine arte» y destacó una toma en la que Madonna se inclina y recrea la portada de True Blue. Joe Morgan de Gay Star News lo elogió por incluir una pareja de marineros homosexuales y por «hacer que el cabello corto en una mujer se viera sensual», aunque también lo criticó por estar «centrado alrededor de un adolescente pervertido». De los 25 más destacados de la cantante, «Open Your Heart» quedó en la undécima posición de la lista creada por el sitio Idolator; Mike Nied escribió: «Una Madonna bailarina exótica se hace amiga de un niño que quiere entrar a su club. Si esto no es una trama digna de un premio de la Academia, no sé qué lo es». En el conteo de VH1 de los cincuenta momentos más sensuales en la historia de los videoclips, quedó en el 37.º puesto. Obtuvo tres nominaciones en los MTV Video Music Awards de 1987, en las categorías de mejor dirección artística, mejor coreografía y mejor vídeo femenino; en esta última, perdió ante «Papa Don't Preach», de la misma Madonna. Posteriormente, figuró en los recopilatorios The Immaculate Collection (1990) y Celebration: The Video Collection (2009).

## Presentaciones en directo
Madonna interpretó «Open Your Heart» en sus giras Who's That Girl (1987), Blond Ambition (1990), MDNA (2012) y The Celebration Tour (2023-2024). En la primera, sirvió como la canción de apertura del concierto y empezaba con el joven bailarín Chris Finch imitando a Felix Howard del videoclip. Howard no consiguió recibir una licencia de trabajo, por lo que Finch lo reemplazó y formó parte de la mayoría de los números de la gira. Iniciaba con Finch en escena buscando a Madonna; le seguían otros dos bailarines que saltaban alrededor del escenario y desaparecían. Luego se veía la silueta de la cantante realizando pasos de baile detrás de una pantalla que proyectaba pinturas de Tamara de Lempicka y que lentamente comenzaba a subirse. Llevaba el mismo bustier puntiagudo negro, las medias de red y el cabello corto platinado que en el vídeo; después de bailar en las escaleras y usar una silla como soporte, descendía y comenzaba a interpretar el tema. Posteriormente, Finch se le unía de nuevo y bailaban juntos hasta el final. Dos presentaciones diferentes de esta gira se incluyeron en los álbumes de vídeo Who's That Girl – Live in Japan, filmado en Tokio, Japón, el 22 de junio de 1987, y Ciao Italia: Live from Italy, rodado en Turín, Italia, el 4 de septiembre de ese mismo año.
Tres años después, en el Blond Ambition World Tour de 1990, «Open Your Heart» se incluyó como la segunda canción del espectáculo, después de «Express Yourself» (1989). En esta ocasión, no había un niño con ella, sino un bailarín musculoso con un sombrero púrpura que la observaba desde lejos. Aquí, la cantante portó un traje cruzado con una chaqueta ajustada que tenía cortes por donde sobresalían las puntas de su sostén en forma de conos e iba peinada con una coleta, remplazada por un peinado rizado en los conciertos en Europa. Luciendo el traje de satén rosa y su cadena monóculo, la interpretó en una silla en un papel dominante. Seguido de esto, simulaba relaciones sexuales con un bailarín y realizaba un baile exhibicionista, mientras se apoyaba en la silla. Existen dos actuaciones diferentes de esta gira: en los álbumes de vídeo Blond Ambition – Japan Tour 90, grabado en Yokohama el 27 de abril de 1990, y en Blond Ambition World Tour Live, filmado en Niza el 5 de agosto de ese mismo año. En el Drowned World Tour de 2001, la introducción de «Open Your Heart» fue utilizada como un interludio de veintiséis segundos que daba pie a la interpretación de «Nobody's Perfect», del álbum Music (2000). Tras finalizar «Frozen» (1998), la cantante se hincaba en el centro del escenario y, mientras la introducción de «Open Your Heart» terminaba, un bailarín vestido como samurái bailaba en una plataforma elevadora. En 2008, durante los conciertos de East Rutherford y Las Vegas del Sticky & Sweet Tour, cantó a capela el primer verso y el estribillo del tema a petición de los espectadores.

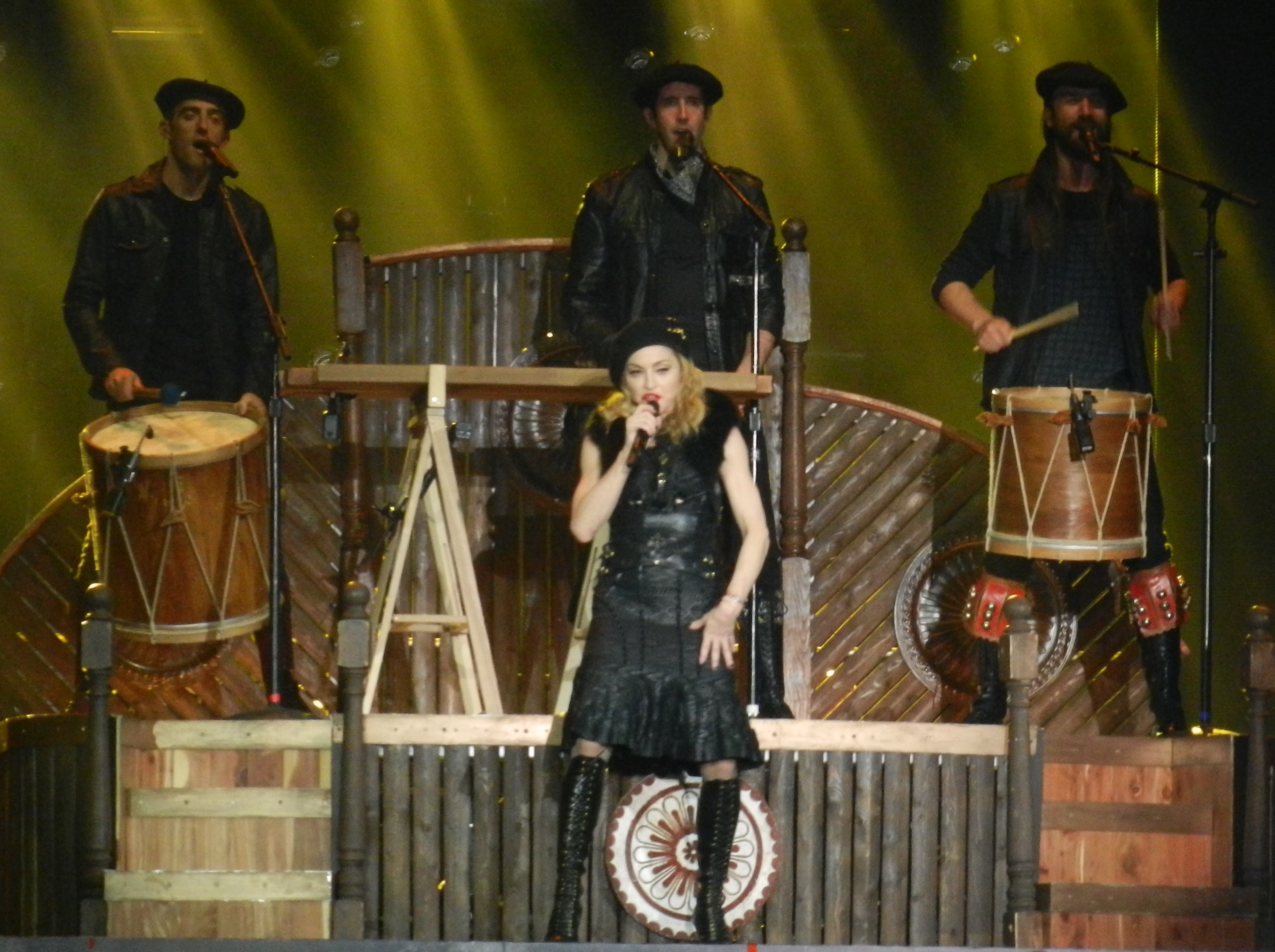
Madonna interpretando una versión acústica de «Open Your Heart» en la gira The MDNA Tour (2012)

En 2012, Madonna interpretó un fragmento de la canción durante el espectáculo de medio tiempo del Super Bowl XLVI. En esta actuación, estuvo acompañada del cantante CeeLo Green y una banda de marcha Ese mismo año la cantó en su totalidad en su novena gira musical, The MDNA Tour. Después de un monólogo de ocho minutos en contra de la intolerancia, presentó «Open Your Heart» en un estilo de balada acústica folk, basándose únicamente en los tambores, tocados por el trío vasco Kalakan, y su voz. El vestuario de la cantante consistió de un vestido y un arnés de cuero negro, con botas de taco alto y una boina, mientras que sus bailarines iban vestidos de soldados. Durante algunos conciertos, su hijo Rocco Ritchie la acompañó en el escenario. Ben Crandell, del Sun-Sentinel, opinó que fue «uno de los muchos [números] en las que el extraordinario equipo de bailarines y coreografías de la cantante se exhibió de manera excelente», mientras que Caryn Ganz, de Spin, elogió la «elegante» reinvención. La presentación figuró en el cuarto álbum en vivo de la cantante, MDNA World Tour, grabado el 19 y 20 de noviembre de 2012 durante los conciertos realizados en la ciudad de Miami.
En la 56.ª entrega de los premios Grammy, celebrada el 26 de enero de 2014, Madonna interpretó el estribillo de «Open Your Heart» y el tema «Same Love» junto con Macklemore, Ryan Lewis, Mary Lambert y Queen Latifah como apoyo a los derechos de la comunidad LGBT. La cantante usó un traje blanco y un sombrero de vaquero. Madonna volvió a cantar una versión acústica el 14 de diciembre de 2015, en la ciudad de Mánchester, como parte de su gira Rebel Heart Tour. Por último, el 27 de julio de 2017 la cantó en la gala anual de recaudación de fondos del actor Leonardo DiCaprio en Saint-Tropez, Francia. Durante la presentación realizada en el Celebration Tour, la cantante se retorcía en una silla, en una recreación del videoclip.

## Versiones de otros artistas
En marzo de 1986, la cantante de rock venezolana Melissa Griffiths grabó una versión en español de la canción, titulada «Abre tu corazón», para su álbum Melissa III. La cantante israelí Ofra Haza interpretó el tema para el álbum tributo Virgin Voices 2000: A Tribute to Madonna, de 2000, y el trío musical Mad'House incluyó una versión club en Absolutely Mad, de 2002. Las bandas Who's That Girl?! e InDeep realizaron una cover de estilo high energy para los discos Exposed (2001) y Platinum Blonde NRG, Vol. 2: Nrgised Madonna Classics (2004), respectivamente. El tema también se incluyó al principio de la película de 2002 Crossroads, donde el personaje de Lucy —interpretado por la cantante Britney Spears— finge cantar la canción en su habitación utilizando un cepillo como micrófono. En la misma escena también aparece un póster de Madonna. Por último, en el episodio «The Power of Madonna» de la serie de televisión estadounidense Glee, los actores Lea Michele y Cory Monteith, en sus personajes de Rachel Berry y Finn Hudson, respectivamente, interpretaron un mash-up de «Open Your Heart» y «Borderline» (1984), también de la cantante.

## Formatos y lista de canciones
| 7"  |                               |          |  |
| N.º | Título                        | Duración |  |
| 1.  | «Open Your Heart»             | 4:12     |  |
| 2.  | «White Heat» (versión del LP) | 4:25     |  |

| 12" |                                       |          |  |
| N.º | Título                                | Duración |  |
| 1.  | «Open Your Heart» (versión extendida) | 10:35    |  |
| 2.  | «Open Your Heart» (versión dub)       | 6:43     |  |
| 3.  | «White Heat» (versión del LP)         | 4:25     |  |

| 7"  |                                |          |  |
| N.º | Título                         | Duración |  |
| 1.  | «Open Your Heart» (Remix)      | 3:59     |  |
| 2.  | «Lucky Star» (versión editada) | 3:44     |  |

| 12" |                                       |          |  |
| N.º | Título                                | Duración |  |
| 1.  | «Open Your Heart» (versión extendida) | 10:35    |  |
| 2.  | «Open Your heart» (versión dub)       | 6:43     |  |
| 3.  | «Lucky Star» (versión completa)       | 5:33     |  |

## Posicionamiento en listas y certificación
| País (Lista 1986-87)                  | Mejor posición |
| ------------------------------------- | -------------- |
| Alemania (Offizielle Deutsche Charts) | 17             |
| Australia (Kent Music Chart)          | 18             |
| Austria (Ö3 Austria Top 40)           | 18             |
| Bélgica Flandes (Ultratop 50 Singles) | 4              |
| Canadá (RPM)                          | 8              |
| Estados Unidos (Billboard Hot 100)    | 1              |
| Estados Unidos (Adult Contemporary)   | 12             |
| Estados Unidos (Dance Club Songs)     | 1              |
| Europa (European Hot 100 Singles)     | 4              |
| Europa (European Airplay Top 50)      | 1              |
| Francia (SNEP)                        | 24             |
| Irlanda (IRMA)                        | 2              |
| Islandia (RÚV)                        | 4              |
| Italia (FIMI)                         | 6              |
| Nueva Zelanda (Recorded Music NZ)     | 12             |
| Países Bajos (Dutch Top 40)           | 7              |
| Países Bajos (Single Top 100)         | 6              |
| Polonia (LP3)                         | 9              |
| Reino Unido (UK Singles Chart)        | 4              |
| Suiza (Schweizer Hitparade)           | 11             |

| País (Lista 1987)                  | Posición |
| ---------------------------------- | -------- |
| Canadá (RPM)                       | 68       |
| Estados Unidos (Billboard Hot 100) | 30       |
| Estados Unidos (Dance Club Songs)  | 24       |
| Europa (European Hot 100 Singles)  | 54       |
| Italia Italia (FIMI)               | 62       |

| País (organismo certificador) | Certificación |
| ----------------------------- | ------------- |
| Reino Unido (BPI)             | Plata         |

## Créditos y personal
Administración
- 1986 WB Music Corp. / Bleu Disque Music Co., Inc. / Webo Girl administrado por WB Music Corp. (ASCAP) / Warner Tamerlane Publishing Corp. / Bertus Publishing administrado por Warner Tamerlane Publishing Corp (BMI) / Rafelson Music (ASCAP).
- Grabado en Channel Recording y mezclado en Master Control.
- Masterizado en Future Disc.
- Administración: Freddy DeMann/Weisner-DeMann Entertainment, Inc.

Personal
- Madonna: voz, coros, composición, producción.
- Gardner Cole: composición.
- Peter Rafelson: composición.
- Patrick Leonard: producción, teclados.
- Jonathan Moffett: tambores.
- Paulinho da Costa: percusión.
- David Williams: guitarra.
- Michael Verdick: ingeniería, mezcla.

Créditos adaptados de las notas del CD de True Blue publicado en Europa.